# Mito della caverna
Il mito della caverna di Platone è una delle allegorie più conosciute tra quelle del filosofo ateniese. Il mito è raccontato all'inizio del libro settimo de La Repubblica (514 b – 520 a). Si tratta di uno dei testi universalmente riconosciuti come fondamentali per la storia del pensiero e della cultura occidentale.

## Trama del mito
Si immaginino dei prigionieri che siano stati incatenati, fin dalla nascita, nelle profondità di una caverna. Non solo le membra, ma anche testa e collo sono bloccati, in maniera che gli occhi dei malcapitati possano solo fissare il muro dinanzi a loro.
Si pensi, inoltre, che alle spalle dei prigionieri sia stato acceso un enorme fuoco e che, tra il fuoco e i prigionieri, corra una strada rialzata. Lungo questa strada è stato eretto un muretto lungo il quale alcuni uomini portano modellini e manichini con le forme di vari oggetti, piante, animali, e persone. Le forme proietterebbero la propria ombra sul muro e ciò attirerebbe l'attenzione dei prigionieri. Se qualcuno degli uomini che trasportano queste forme parlasse, si formerebbe nella caverna un'eco che spingerebbe i prigionieri a pensare che questa voce provenga dalle ombre che vedono passare sul muro.
Mentre un personaggio esterno avrebbe un'idea completa della situazione, i prigionieri, non conoscendo cosa accada realmente alle proprie spalle e non avendo esperienza del mondo esterno (incatenati fin dall'infanzia), sarebbero portati a interpretare le ombre "parlanti" come oggetti, piante, animali e persone reali.
Si supponga che un prigioniero venga liberato dalle catene e sia costretto a rimanere in piedi, con la faccia rivolta verso l'uscita della caverna: in primo luogo i suoi occhi sarebbero abbagliati dalla luce del fuoco ed egli proverebbe dolore. Inoltre le forme portate dagli uomini lungo il muretto gli sembrerebbero meno reali delle ombre cui è abituato; persino se gli fossero mostrati quegli oggetti e gli fosse indicata la fonte di luce, il prigioniero rimarrebbe comunque dubbioso e, soffrendo nel fissare il fuoco, preferirebbe volgersi verso le ombre.
Allo stesso modo se il malcapitato fosse costretto a uscire dalla caverna e venisse esposto alla diretta luce del sole, rimarrebbe accecato e non riuscirebbe a vedere alcunché. Il prigioniero si troverebbe sicuramente a disagio e si irriterebbe per essere stato trascinato a viva forza in quel luogo.
Volendo abituarsi alla nuova situazione il prigioniero riuscirebbe inizialmente a distinguere soltanto le ombre delle persone e le loro immagini riflesse nell'acqua; solo con il passare del tempo potrebbe sostenere la luce e guardare gli oggetti stessi. Successivamente egli potrebbe, di notte, volgere lo sguardo al cielo, ammirando i corpi celesti con maggior facilità che di giorno. Infine il prigioniero liberato sarebbe capace di vedere il sole stesso, invece che il suo riflesso nell'acqua, e capirebbe che:
(Platone, La Repubblica, libro VII, 516 c - d, trad.: Franco Sartori)

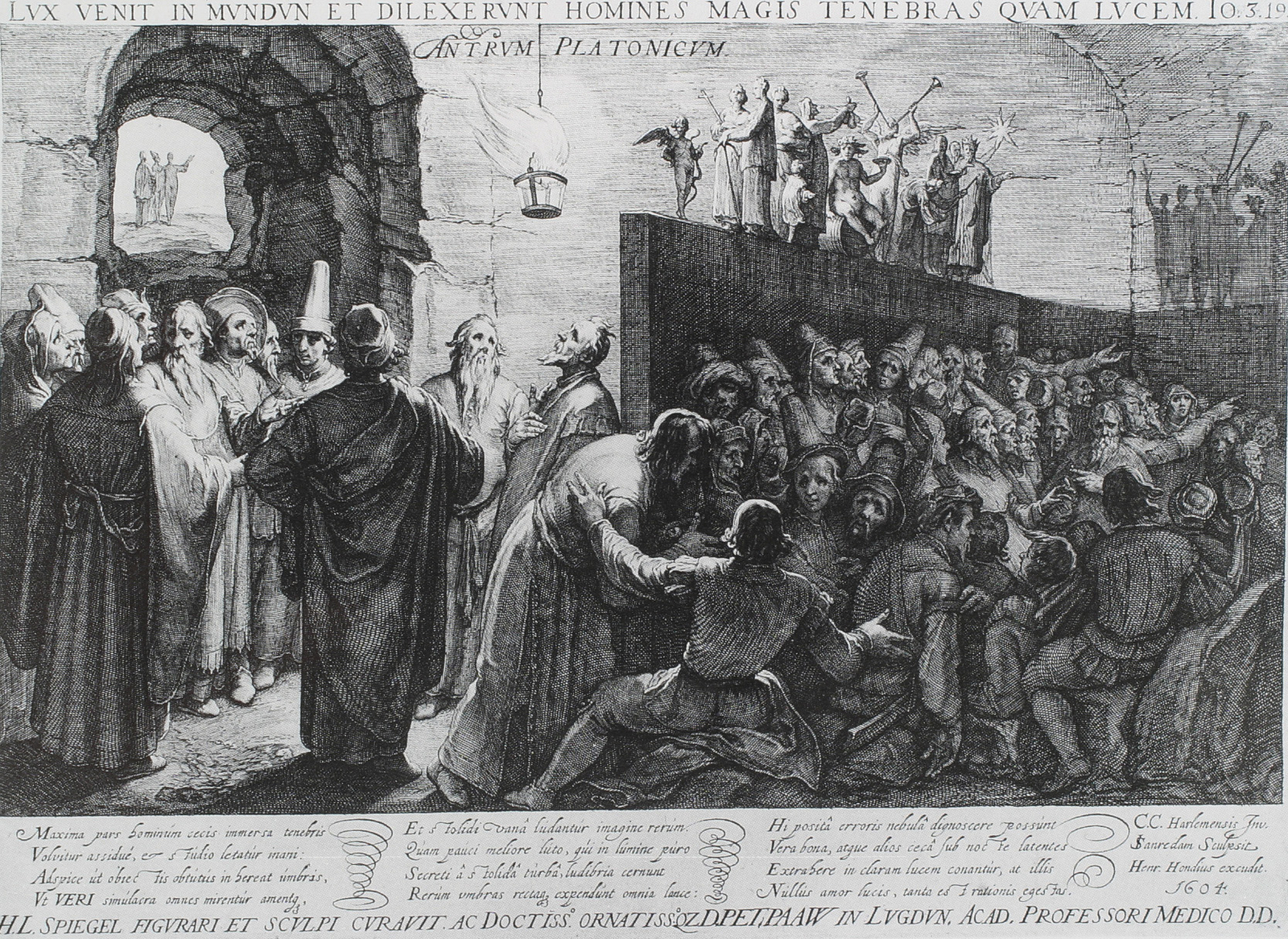
Illustrazione del mito in un'incisione del 1604 di Jan Saenredam. I prigionieri immobilizzati davanti al muro, incapacitati nel guardare indietro, fissano la parete e vedendo delle ombre, in realtà ombre di manichini proiettate dalla luce di una torcia, credono che esse siano vere figure umane.

Resosi conto della situazione egli vorrebbe senza dubbio tornare nella caverna e liberare i suoi compagni, essendo felice del cambiamento e provando per loro un senso di pietà: il problema, però, sarebbe proprio quello di convincere gli altri prigionieri a essere liberati. Infatti, dovendo riabituare gli occhi all'ombra, dovrebbe passare del tempo prima che il prigioniero liberato possa vedere distintamente anche nel fondo della caverna; durante questo periodo, molto probabilmente egli sarebbe oggetto di riso da parte dei prigionieri, in quanto sarebbe tornato dall'ascesa con "gli occhi rovinati". Inoltre questa sua temporanea inabilità influirebbe negativamente sulla sua opera di convincimento e, anzi, potrebbe spingere gli altri prigionieri a ucciderlo se tentasse di liberarli e portarli verso la luce, in quanto, a loro dire, non varrebbe la pena di subire il dolore dell'accecamento e la fatica della salita per andare ad ammirare le cose da lui descritte.

## Interpretazione
Platone si riferisce alla scoperta della realtà delle cose che ci circondano: per fare questo, discute sulla natura stessa della realtà. Dopo avere raccontato il mito, però, Platone aggiunge che tutto il ragionamento dietro l'allegoria deve applicarsi a tutto quello di cui si è già discusso nel dialogo: serve, cioè, a interpretare le pagine che descrivono la metafora del sole e la teoria della linea.
In particolare Platone paragona il mondo conoscibile, cioè gli oggetti che osserviamo attorno a noi eccetera
(Platone, La Repubblica, libro VII, 517 b - c, trad.: Franco Sartori)
Il sole che brilla all'esterno della caverna rappresenta l'idea del bene e questo passaggio darebbe facilmente l'impressione che Platone la concepisse come una divinità creativa e indipendente. Normalmente gli uomini sono tenuti prigionieri, costretti a osservare delle semplici ombre di forme che non sono neanche dei veri oggetti; essi possono essere trovati soltanto "fuori della caverna", cioè nel mondo intelligibile delle forme conosciute dalla ragione e non dalla percezione.
Inoltre, dopo avere fatto ritorno dalla contemplazione del divino alle "cose umane", l'uomo-filosofo rischia di fare una "cattiva figura" se,
(Platone, La Repubblica, libro VII, 517 d - e, trad.: Franco Sartori)
Chiaramente Platone si riferisce, tra le righe, al processo che Socrate dovette subire: tutto il mito, infatti, diviene una metafora della vita del filosofo ateniese, che riuscì a risalire la strada verso la verità, ma venne ucciso per aver tentato di portarla agli uomini, incatenati al mondo dell'opinione.
Un'altra interpretazione mette in parallelo quest'allegoria con quella dell'illuminazione. Come prima cosa, l'uomo deve svegliarsi da quel sonno che viene chiamato "vita" (equivalente alla liberazione del prigioniero); in seguito egli si rende conto delle finzioni che l'uomo credeva entità reali (le ombre sulla parete della caverna); infine egli giunge a vedere la verità per quella che è realmente (il sole e il mondo all'esterno della caverna). L'istinto dell'uomo è quello di liberare gli altri prigionieri per condividere le sue scoperte, ma questo tentativo è inutile, in quanto i prigionieri non possono e non vogliono vedere oltre le rassicuranti ombre e attaccano il portatore della verità.
Un'ulteriore interpretazione è stata fatta dagli idealisti. Nella filosofia di George Berkeley, infatti, viene espresso il concetto che gli uomini non conoscano direttamente e immediatamente i veri oggetti del mondo: piuttosto, noi conosciamo soltanto l'effetto che la realtà esterna ha sulle nostre menti. In altre parole, quando osserviamo un oggetto, noi ne percepiamo solo una copia, una semplice rappresentazione mentale del "vero" oggetto della realtà esterna.

## Simbolismo
Ogni aspetto dell'allegoria ha il proprio significato: Platone era fortemente interessato alla politica e alla sociologia, di cui si discute indirettamente nel mito.
In primo luogo Platone simboleggia con il sole la fonte della vera conoscenza. In seguito aggiunge che i prigionieri incatenati nella caverna rappresentano la maggior parte dell'umanità: il filosofo è l'uomo liberato, che tenta di portare i suoi compagni verso la conoscenza.
Il significato del mito è duplice: esso può essere letto, infatti, sia in chiave ontologica, sia gnoseologica.
La parte iniziale del mito riprende, infatti, la teoria della linea, già esposta da Platone nei libri precedenti al settimo: il mito della caverna diventa quindi la descrizione della faticosa salita dell'uomo verso la vera conoscenza. La seguente tabella riassume il parallelismo, evidenziando anche il rapporto dimensionale tra le varie parti del segmento.
| Teoria della linea           | Opinione | Opinione | Scienza | Scienza |
| Teoria della linea           | Immaginazione | Fede | Discorso intellettivo | Intellezione |
| Metafora utilizzata nel mito | Ambiente interno della caverna | Ambiente interno della caverna | Mondo esterno alla caverna | Mondo esterno alla caverna |
| Metafora utilizzata nel mito | L'uomo è prigioniero dell'opinione perché crede passivamente alle immagini delle cose sensibili, cioè le ombre delle forme proiettate sulla parete della caverna. | L'uomo, anche quando osserva direttamente le forme di animali e piante fatte passare dietro il muretto, è ancora legato all'opinione a causa del divenire dell'esistenza. | L'uomo entra nell'intelligibile quando passa dallo scorgere oggetti e uomini nel riflesso dell'acqua all'osservazione diretta. | L'uomo volge lo sguardo alla luce delle stelle e della luna, approdando al mondo della pura intellezione e giungendo a scorgere l'idea del Bene in sé. |

## Il mito della caverna nella società moderna e nei media[1]

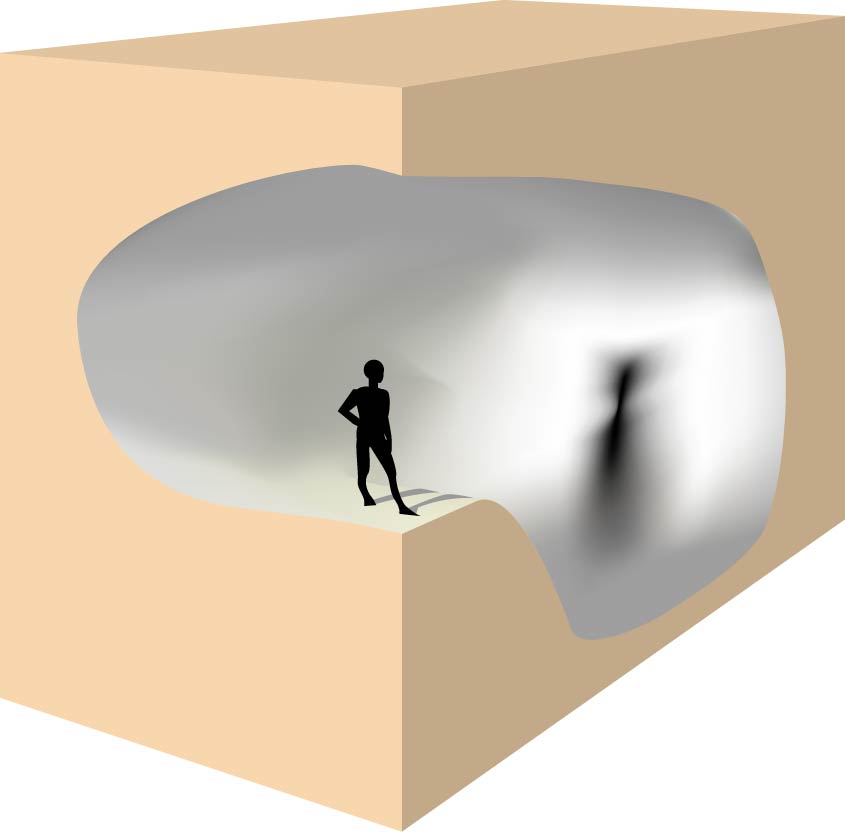
L'uomo scambia per realtà quella che ne è soltanto una proiezione

L'idea della liberazione dell'uomo dalle catene della sua esperienza limitata e il raggiungimento della pura conoscenza della realtà è comune a molte culture; anche le scoperte e le invenzioni che rendono tale il mondo moderno possono essere viste come risultato del tentativo dell'uomo di superare i propri limiti per raggiungere ciò che è oltre la conoscenza del momento. La letteratura, la scultura, il cinema e in generale tutte le arti sono ricche di storie di uomini che, sfidando l'ostilità dei contemporanei, si sono "liberati dalle catene" dell'opinione arrivando a conoscere la verità e sono poi tornati a riferirla, non sempre guadagnando rispetto e ammirazione, agli ex compagni di prigionia. Inoltre nel Novecento il mito della caverna è divenuto una metafora che simboleggia quanto i mass media influenzino e dominino l'opinione pubblica, interponendosi tra l'individuo e la notizia, manipolando quest'ultima secondo necessità.
- Nel film Il conformista di Bernardo Bertolucci, ambientato durante il Ventennio, un vecchio professore si serve del mito della caverna per illustrare la condizione di accecamento morale e politico prodotta dal fascismo.
- Nel film The Island un popolo di cloni è tenuto prigioniero sotto terra con proiettata una realtà olografica. Uno di loro compirà un viaggio che lo porterà alla consapevolezza della sua condizione e lo spingerà a liberare gli altri.
- Nella trilogia Matrix la razza umana è controllata e sfruttata dalle macchine, che fanno credere loro di vivere liberamente nel mondo del XX secolo, mentre in realtà la tengono imprigionata, coltivando uomini e donne per trarne l'energia necessaria alla loro sopravvivenza meccanica. La gente vive senza accorgersi minimamente della realtà perché vive collegata a un sistema informatico, chiamato appunto Matrix dai dissidenti, che invia impulsi elettrici al cervello umano, convincendo gli uomini di vivere in un mondo che, in realtà, non esiste più da centinaia di anni. Spetterà all'Eletto Neo liberarsi dall'illusione biochimica e, con l'aiuto dei ribelli, ritornare nel sistema per tentare di liberare la razza umana dal controllo delle macchine. Sia il finale del primo film, con il dialogo di Neo al telefono, sia il comportamento del personaggio di Cypher lasciano tuttavia intendere che, anche messi di fronte alla realtà delle cose, non tutti gli uomini saranno disposti ad abbandonare la loro "prigionia", preferendo la tranquillità e la sicurezza della loro vita illusoria. Inoltre, alla fine del primo film della trilogia, Neo dopo essere tornato in vita vede la realtà di Matrix come è davvero, cioè un insieme di numeri e codici che controllano le vite degli uomini, in perfetto parallelismo con il prigioniero liberato. Questo parallelismo è rafforzato dall'ultima scena del film, in cui Neo guarda direttamente la luce del sole, così come accade al prigioniero liberato dalla caverna nel racconto di Platone.
- È simile il riferimento al mito in WALL•E, film di animazione in cui l'umanità è rinchiusa in un'astronave, incapace di deambulare, finché il capitano dell'astronave non si ribella al "pilota automatico" e riporta la nave verso Terra.
- Nel film The Truman Show il protagonista crede di vivere in una tranquilla cittadina americana; è abituato a considerare "reali" i suoi amici, il suo lavoro, il suo paese, la sua fidanzata. In realtà egli vive, fin dalla nascita, in un reality show televisivo di cui è l'unico inconsapevole protagonista e le persone con le quali ogni giorno comunica sono semplicemente delle comparse del programma.
- Nel film Il tredicesimo piano viene trovato morto un famoso programmatore di mondi virtuali, immense simulazioni di città del passato abitate da esseri virtuali con personalità umana. L'unico indizio sul delitto è stato lasciato all'interno di uno di questi mondi e un collega della vittima dovrà entrarvi per recuperarlo, facendo attenzione a non rivelare alle entità in esso viventi la loro reale situazione: se, infatti, una di queste entità scoprisse la verità, le conseguenze sarebbero imprevedibili.
- In Arancia meccanica il protagonista Alex è sottoposto alla "cura Ludovico": legato con una camicia di forza a una sedia, la testa fissata con lacci e gli occhi tenuti aperti forzosamente, è costretto a guardare per ore la proiezione di filmati estremamente violenti dagli scienziati che decidono per lui cosa è bene e cosa è male. Come incatenato nella caverna, può solo guardare sulla parete ombre proiettate dagli artefici/giganti.[1]
- In Tutta la vita davanti c'è un richiamo diretto al mito della caverna. La protagonista Marta, laureata in filosofia, prima lo racconta alla piccola Lara e poi, venendo delusa da Giorgio, il sindacalista, gli dice che lo riteneva l'uomo che l'avrebbe salvata dalla caverna.
- Nel libro La caverna lo scrittore José Saramago rivisita il mito della caverna, e lo porta ai giorni nostri. È la storia di un vasaio cui viene rifiutata la solita fornitura di stoviglie da parte del Centro - una città-centro commerciale quasi infinita e maligna. L'artigiano si troverà così costretto a inventarsi un altro prodotto e, soprattutto, a confrontarsi con il Centro stesso.
- Una tematica simile è sviluppata nell'anime di fantascienza Zegapain (ZEGAPAIN -ゼーガペイン-) in cui il protagonista scopre che il genere umano, così come credeva di conoscerlo, non esiste più e gli ultimi sopravvissuti sulla Terra vivono sotto forma di apparizioni virtuali in enormi elaboratori quantistici che simulano la vita di intere città (ognuna immagazzinata in un server) e ignorano la verità del mondo esterno. I nemici contro cui il protagonista e i suoi compagni combattono a bordo di grandi robot antropomorfi (mecha), nella speranza di una futura "resurrezione" o "risveglio", sono esseri umani evoluti capaci di rigenerarsi e privi di individualità ed emozioni, che tentano di adattare la Terra alle proprie necessità e di eliminare i resti della vecchia civiltà umana.
- Nel film V per Vendetta la protagonista Evey Hammond viene imprigionata e torturata per estorcerle delle informazioni. Poi si scoprirà che quel luogo di prigionia era solo un'illusione creata dal suo mentore V affinché Evey potesse liberarsi dalle paure che la tenevano incatenata. Come un novello Platone, il personaggio di V scopre un inganno volto a sottomettere l'umanità e tenta di liberarla, a cominciare dalla sua discepola Evey Hammond e dall'ispettore Eric Finch.
- Nel film Dark City il protagonista John scopre che la città in cui vive è in realtà un laboratorio extraterrestre. Gli alieni stanno conducendo esperimenti sugli esseri umani per carpirne il segreto dell'individualità.
- Nel film Essi vivono il protagonista John Nada trova degli strani occhiali che gli permettono di vedere la verità: gli alieni hanno invaso la terra e mediante il controllo sui mass media stanno sottomettendo gli esseri umani.
- Nel film greco Dogtooth una famiglia non ha mai fatto uscire i propri figli che, cresciuti, vivono in un mondo tutto loro creato dai genitori. Sarà la sorella maggiore, tramite alcune videocassette, a superare la barriera che separa la famiglia dal mondo esterno.
- Nel film Sbucato dal passato la famiglia Webber si rinchiude per 35 anni in un rifugio antiatomico per salvarsi dai bombardamenti. All'interno del rifugio nascerà Adam che, una volta adulto, uscirà e scoprirà che non c'era stato alcun bombardamento ma semplicemente un aereo era precipitato sulla casa dei Webber. Adam si impegnerà quindi per fare uscire i genitori dalla caverna.
- Nel film eXistenZ un game designer crea mondi virtuali, nei quali è possibile entrare tramite connessione diretta al proprio midollo spinale, la cui continua frequentazione provoca la progressiva perdita del contatto con la realtà. Alla fine del film, una volta concluso il viaggio nella realtà virtuale, uno dei personaggi manifesterà il dubbio di trovarsi ancora all'interno del mondo illusorio.

- Nell'anime Gurren Lagann il mito della caverna è richiamato in almeno due occasioni: all'inizio della serie quando gli abitanti del villaggio di Jiha rifiutano di andare verso la superficie perché non credono nella sua esistenza e successivamente al villaggio di Adai, dove un religioso convince la popolazione a restare sottoterra a causa del divieto imposto dalla divinità locale.

- Nella serie televisiva Wayward Pines il protagonista vive in ciò che crede essere una cittadina del 21º secolo, ma viene a scoprire che in realtà è nel futuro e l'umanita si è evoluta. Si trova davanti al dovere mantenere il segreto con gli altri cittadini, che invece pianificano di scappare. Mentre nel mito il mondo esterno è migliore delle ombre, in questo caso il mondo in cui i personaggi vivono è anche una sorta di riparo dal mondo esterno, in cui appunto la società è collassata.

- Nella serie di videogiochi Fallout l'umanità è sopravvissuta ai bombardamenti atomici rifugiandosi in bunker sotterranei completamente autosufficienti denominati "Vault" per svariati secoli, fino a ritenerli l'unico modo di sopravvivere nel mondo e rifiutare di uscire all'esterno. In particolare, nel primo capitolo della serie, il protagonista è costretto a uscire per cercare un chip per riparare il macchinario di produzione dell'acqua, e al suo ritorno il sovrintendente del Vault lo esilia per sempre, in modo da impedire che il suo eroico esempio spinga altri abitanti ad avventurarsi all'esterno.